# باتريك ويلسون (موسيقي)
باتريك ويلسون (بالإنجليزية: Patrick Wilson)‏ هو موسيقي ومنتج أسطوانات أمريكي، ولد في 1 فبراير 1969 في بوفالو في الولايات المتحدة.

## وصلات خارجية
- باتريك ويلسون على موقع IMDb (الإنجليزية)
- باتريك ويلسون على موقع ميوزك برينز (الإنجليزية)
- باتريك ويلسون على موقع إن إن دي بي (الإنجليزية)
- باتريك ويلسون على موقع أول ميوزيك (الإنجليزية)
- باتريك ويلسون على موقع أول ميوزيك (الإنجليزية)
- باتريك ويلسون على موقع ديسكوغز (الإنجليزية)
- باتريك ويلسون على موقع ديسكوغز (الإنجليزية)
- باتريك ويلسون على موقع قاعدة بيانات الفيلم (الإنجليزية)